# 上海数据交易中心
上海数据交易中心有限公司（简称“上海数据交易中心”）是一家中国国有控股的数据交易平台，成立于2016年4月1日，总部位于上海市静安区。

## 历史
2016年4月1日，上海数据交易中心正式成立。2017年3月，上海数据交易中心组建中国大陆唯一的国家级数据流通工程实验室。上海数据交易中心正的联合单位包括中国联通、中国互联网络信息中心、复旦大学、中国信通院，以及浪潮集团。